# Alessio Corti
Alessio Corti (25 de setembro de 1965) é um matemático britânico. É professor do Imperial College London, interessado pelo campo da geometria.
Obteve um PhD em 1992 na Universidade de Utah, orientado por János Kollár.
Em 2002 recebeu o Prêmio Whitehead da London Mathematical Society.